# Because It's Love
『because it's love』（ビコーズ・イッツ・ラブ）は、障子久美4作目のアルバム。1992年6月21日にビクターエンタテインメントから発売。2020年9月2日にはMEG-CDから再発売、同年10月14日に配信でも発売された。

## 収録曲
全曲　作詞・作曲：障子久美　編曲：レックス・サラス（特記以外）
1. 雨の街から
2. うれしい噂
3. still　（編曲：ポール・ジャクソン・Jr.）
4. bad girl
5. my precious love
6. you were my love　（編曲：ジョージ・デューク＆ブライアン・シンプソン）
7. my only angel　（編曲：ブライアン・シンプソン）
8. it's gonna be right　（編曲：障子久美）
9. city plot　（編曲：トム・キーン）
10. heartache
11. snowy heart
12. lonely prayer　（編曲：ジョージ・デューク＆ブライアン・シンプソン）
13. 最後の願い　（編曲：エバリット・ハープ）